# Шимски рејон
Шимски рејон (рус. Шимский район) административно-територијална је јединица другог нивоа и општински рејон у западном делу Новгородске области, на северозападу европског дела Руске Федерације.
Административни центар рејона је варошица Шимск. Према проценама националне статистичке службе Русије за 2014, на територији рејона је живело 11.852 становника или у просеку око 6,5 ст/км².

## Географија
Шимски рејон смештен је у западном делу Новгородске области, у северозападном делу простране и ниске Прииљмењске низије. Обухвата територију површине 1.836,76 км² и територијално међу мањим је рејонима у области (16. од 21 рејона). Граничи се са Новгородским рејоном на североистоку и Батечким рејономна северу. На југу и југоистоку су Сољчански, Волотовски и Староруски рејони. На западу је територија Псковске, а на северозападу Лењинградске области.
Источни делови рејона излазе на западне обале језера Иљмењ, односно на део обале на којем се у виду естуара у језеро улива његова велика притока река Шелоњ. Готово целокупна рејонска територија налази се у басену Шелоња и његових притока Мшаге и Кибе. Један мањи део територије на крајњем северу рејона припада басену реке Луге.

## Историја
Територија данашњег Шимског рејона 1927. административно је подељена између тада новооснованих Медведског, Новгородског, Сољчанског и Староруског рејона који су били делови тадашњег Новгородског округа Лењинградске области. Шимски рејон успостављен је фебруару 1935. са административним седиштем у селу Шимску, а у границама Новгородске области је од њеног оснивања 1944. године. Рејон је затим поново био расформиран у периоду између 1963. и 1973. године.
Код ушћа реке Шелоњ 14. јула 1471. године одиграла се велика битка између Московске кнежевине и Новгородске републике. Битка је окончана победом московљана, а Новгород је 7 година касније постао саставним делом Московске кнежевине.

## Демографија и административна подела
Према подацима пописа становништва из 2010. на територији рејона је живело укупно 11.750 становника, док је према процени из 2014. ту живело 11.852 становника, или у просеку 6,5 ст/км². По броју становника Шимски рејон се налази на 14. месту у области.
| 1959. | 1970. | 1979. | 1989.  | 2002.  | 2010.  | 2014.   |
| ----- | ----- | ----- | ------ | ------ | ------ | ------- |
| ---   | ---   | ---   | 13.477 | 13.312 | 11.750 | 11.852* |

Напомена: * Према процени националне статистичке службе.
На подручју рејона постоји укупно 129 насеља, а рејонска територија је подељена на 4 другостепене општине (три сеоске и једну урбану). Административни центар рејона је варошица Шимск која је уједно седиште и једине урбане општине у рејону.

## Саобраћај
Преко територије рејона прелазе друмски правци Р52 и А116 (Новгород—Псков) и Р51 (Шимск—Стараја Руса—Холм—Великије Луки), те железничка пруга на релацији Санкт Петербург—Дно.